# Miopatia mitocondrial
A miopatia mitocondrial é classificada como uma doença mitocondrial.
Este grupo de doença relaciona-se ao ineficiente funcionamento das mitocôndrias, que é caracterizada pelo mau funcionamento de parte ou todas as mitocôndrias presentes nas células em simbiose.
Quase todas as células possuem mitocôndrias, e estas tipicamente possuem centenas de mitocôndrias, responsáveis pela produção da energia vital que propicia às células o seu funcionamento; desta forma, a doença mitocondrial pode comprometer algumas ou todas as mitocôndrias das células, obstruindo a captação da energia que a célula necessita.
Por ser um distúrbio multissistêmico, afetando mais de um tipo de células, tecidos e/ou órgãos, para as doenças mitocondriais os sintomas exatos não são idênticos para todos, porque cada portador pode ter uma combinação única de mitocôndrias (sadias e defeituosas) e com uma distribuição única no corpo.
Abaixo listamos algumas complicações, podendo ser combinadas entre si, que têm sua origem nas doenças mitocondriais:
- Fraqueza muscular;
- Intolerância ao exercício;
- Perda auditiva;
- Problemas com a coordenação dos movimentos;
- Convulsões;
- Déficits de aprendizagem
- Diminuição da visão;
- Autismos;
- Defeitos cardíacos e respiratórios;
- Diabetes;
- Atrofia do crescimento.

A doença mitocondrial diagnosticada como Miopatia Mitocondrial é a que se caracteriza pelo mau funcionamento das mitocôndrias predominantemente nas células musculares, isto posto, convem a aplicação de um estudo do DNA mitocondrial para uma melhor compreensão em detalhes de seus defeitos. Dentre as síndromes que compoem a Miopatia Mitocondrial diagnosticadas até atualmente, podemos destacar as seguintes:
- Síndrome da Depleção Mitocondrial, causada por mutação em genes do DNA Nuclear [1], como por exemplo o TK2, em que a deficiência reduz severamente a produção de DNA Mitocondrial;
- Neuropatia óptica hereditária de Leber (LHON);
- Síndrome de Leigh;
- Encefalomiopatia mitocondrial, acidose láctica e episódios similares a acidentes vasculares cerebrais (MELAS);
- MERRF;
- KSS.

As doenças mitocondriais e por conseguinte a miopatia mitocondrial, começaram a serem melhor diagnosticadas na década de 90; com isto, muitos diagnósticos errôneos e tratamentos ineficazes foram praticados desde então, confundindo-se principalmente com os da miastenia gravis e os das distrofias musculares.